# Pteroptrix plana
Pteroptrix plana är en stekelart som först beskrevs av Nikol'skaya 1963.  Pteroptrix plana ingår i släktet Pteroptrix och familjen växtlussteklar. Inga underarter finns listade i Catalogue of Life.